# غي لافلور
غي لافلور (من مواليد 20 سبتمبر 1951)، الملقب بـ «الوردة» و «الشيطان الأشقر»، هو لاعب كندي محترف سابق في هوكي الجليد. كان أول لاعب في تاريخ دوري الهوكي الوطني (NHL) يسجل 50 هدفًا في ستة مواسم متتالية بالإضافة إلى 50 هدفًا و 100 نقطة في ستة مواسم متتالية. بين عامي 1971 و1991.
لعب لافلور الجناح الأيمن لمونتريال كنديانز ونيويورك رينجرز وكيبيك نورديك في مهنة NHL امتدت 17 موسماً وخمس بطولات كأس ستانلي في 1973 و1976 و1977 و1978 و1979 (جميعها مع الكنديين). في عام 2017، تم اختيار لافلور كأحد أفضل 100 لاعب في NHL في التاريخ.